# Shirley Henderson
Shirley Henderson, född 24 november 1965 i Forres, Skottland, är en brittisk (skotsk) skådespelare. 
För den yngre publiken är hon mest känd som Missnöjda Myrtle i Harry Potter-filmerna, men hon har också medverkat i filmer som till exempel Rob Roy (1995), Trainspotting (1996), Bridget Jones dagbok (2001) och Marie Antoinette (2006).

## Filmografi, i urval
- 1995 – Rob Roy
- 1996 – Trainspotting
- 1999 – Wonderland
- 1999 – Topsy-Turvy
- 2000 – Claim
- 2001 – Bridget Jones dagbok
- 2002 – 24 Hour Party People
- 2002 – Wilbur
- 2002 – Once Upon a Time in the Midlands
- 2002 – Harry Potter och Hemligheternas kammare
- 2003 – Intermission
- 2004 – På spaning med Bridget Jones
- 2005 – Harry Potter och den flammande bägaren
- 2005 – Tristram Shandy
- 2005 – Frozen
- 2006 – Marie Antoinette
- 2008 – Wild Child
- 2009 – Life During Wartime
- 2012 – Everyday
- 2012 – Anna Karenina
- 2016 – Happy Valley (TV-serie)
- 2016 – Bridget Jones's Baby
- 2017 – T2 Trainspotting
- 2018 – Helan & Halvan
- 2023 – Den charmerande Tom Jones (TV-serie)
- 2025 – Bridget Jones: Mad About the Boy
- 2025 – Department Q (TV-serie)
- 2025 – Glenrothan